# Desna liga
Desna liga hrvatska je politička platforma koju su utemeljile tri desne političke stranke: Neovisni za Hrvatsku (NHR), Hrvatska stranka prava (HSP) i Generacija obnove (GO).

## Povijest

### Osnivanje platforme
Desna liga utemeljena je 10. lipnja 2020. za predstojeće parlamentarne izbore. Na predstavljanju koalicije predsjednica Neovisnih za Hrvatsku Bruna Esih poručila je da je njihova platforma "autentična desnica koja na izbore izlazi s autentičnim ljudima". Pritom je istakla da NHR i HSP surađuju već godinama, a da bi se Generacija obnove pridružila NHR-u u slučaju da nije nastupila pandemija koronavirusa.

### Predaja lista
Desna liga liste je predala 16. lipnja 2020. Predali su liste za svih 11 izbornih jedinica. Otprije je poznato da će Bruna Esih nositi listu u X., a Karlo Starčević u IX. izbornoj jedinici. Pri predaji lista Bruna Esih je istakla kako očekuje najmanje tri mandata, a suradnju bi prihvatila samo s Domovinskim pokretom kojeg predvodi umjetnik, poduzetnik i ekonomist Miroslav Škoro.

## Temeljna načela
- očuvanje hrvatske kune kao posljednjeg bastiona hrvatskog suvereniteta
- zaštita hrvatskih granica od ISIS-ovaca i drugih migranata
- zaštita institucija braka i obitelji
- zaštita života od začeća do prirodne smrti
- očuvanje energetske neovisnosti Republike Hrvatske
- drastično smanjenje broja poreza i njihovih stopa
- poticanje poduzetništva s ciljem smanjenja broja djelatnika u javnom sektoru i održanja mirovinskog sustava